# Markus Eibegger
Markus Eibegger (Judenburg, 16 oktober 1985) is een Oostenrijks wielrenner die anno 2018 rijdt voor Team Felbermayr Simplon Wels.

## Belangrijkste overwinningen
2005
 Oostenrijks kampioen tijdrijden, Beloften
 Oostenrijks kampioen op de weg, Beloften
2006
GP Tell
Eindklassement Ronde van Opper-Oostenrijk
2007
 Oostenrijks klimkampioen, Elite
2008
 Oostenrijks klimkampioen, Elite
Eindklassement Ronde van Opper-Oostenrijk
2009
 Oostenrijks klimkampioen, Elite
 Oostenrijks kampioen op de weg, Elite
2e etappe Ronde van Beieren
Raiffeisen Grand Prix
2011
3e etappe Ronde van Taiwan
Eindklassement Ronde van Taiwan
3e etappe Ronde van Opper-Oostenrijk
2012
2e etappe Istrian Spring Trophy
Eindklassement Istrian Spring Trophy
2013
2e etappe Sibiu Cycling Tour
2014
4e etappe Ronde van Bretagne
6e etappe An Post Rás
Bergklassement An Post Rás
2015
2e etappe Istrian Spring Trophy
Eindklassement Istrian Spring Trophy
2016
1e etappe Istrian Spring Trophy
Eindklassement Ronde van Azerbeidzjan
3e etappe Ronde van Slowakije
3e etappe Ronde van Opper-Oostenrijk
Puntenklassement Ronde van Opper-Oostenrijk

## Resultaten in voornaamste wedstrijden
| Jaar | Ronde van Italië | Ronde van Frankrijk | Ronde van Spanje |
| ---- | ---------------- | ------------------- | ---------------- |
| 2010 | 48e              | opgave              |                  |

| Jaar | Amstel Gold Race |
| ---- | ---------------- |
| 2010 | 89e              |

## Ploegen
- 2007 –  Elk Haus-Simplon
- 2008 –  Elk Haus-Simplon
- 2009 –  Elk Haus
- 2010 –  Footon-Servetto
- 2011 –  Tabriz Petrochemical Team
- 2012 –  RC Arbö Wels Gourmetfein
- 2013 –  Team Gourmetfein Simplon
- 2014 –  Synergy Baku Cycling Project
- 2015 –  Synergy Baku Cycling Project
- 2016 –  Team Felbermayr Simplon Wels
- 2017 –  Team Felbermayr Simplon Wels
- 2018 –  Team Felbermayr Simplon Wels

Comploi · 
Denifl · 
Eibegger · 
Fankhauser · 
Gründlinger · 
Konečný · 
Lauscha · 
Murer · 
Pfannberger · 
M. Pichler · 
P. Pichler · 
Rohregger · 
Rucker · 
Starzengruber · 
Summer · 
Totschnig · 
Valach · 
Weisshaupt
Denifl · 
Eibegger · 
Fankhauser · 
G. Lauscha · 
R. Lauscha · 
Murer · 
Pichler · 
Radochla · 
Rohregger · 
Rucker · 
Schorn · 
Starzengruber · 
Summer · 
Thurau · 
Totschnig · 
Trampusch · 
Valach
Benítez · 
Brändle · 
Capecchi · 
Capelli · 
Cardoso · 
Celis · 
Cheula · 
Corti · 
Díaz  · 
Durán · 
Eibegger · 
Faiers · 
Felline · 
Gianetti · 
Gutiérrez Gutiérrez · 
Gutiérrez Palacios · 
Margaliot · 
Mata · 
Mayoz · 
Merino · 
Merlo · 
Pedersen · 
Pérez · 
Valls · 
Vitoria · 
Walker
Asanov · Averin · Brammeier · Cəbrayılov · Davison · Eibegger · İlyasov · İsgəndərov · İsmayılov · Ələkbərov · Əsədov · Klemme · Lane · Lavery · McConvey · C. Schweizer · M. Schweizer · Sokol · Soeroetkovytsj · Walker
Asanov · Averin · Jabrayilov · Eibegger · Ilyasov · Isgenderov · İsmayılov · Əlizadə · Asadov · Mugerli · Pliușchin · Soeroetkovytsj · Tamouridis · van Winden
Eibegger · Fortin · Kierner · Krizek · Lehner · Mangertseder · Neuhauser · Rabitsch · Schlemmer · Zoidl